# Claudio Nizzi
Claudio Nizzi (Sétif, Argelia francesa, 9 de septiembre de 1938) es un escritor y guionista de cómic italiano.

## Biografía
Nacido en Argelia en 1938 de padres italianos, el año siguiente volvió con su familia a Italia creciendo en Fiumalbo, un pueblo en la provincia de Módena.
A principio de los años sesenta empezó a colaborar con el semanario para chicos Il Vittorioso, escribiendo cuentos e historietas como Safari (1963-1966), dibujada por Renato Polese. En 1969 comenzó una larga colaboración con la revista Il Giornalino, para la cual creó varios personajes de cómics como el western Larry Yuma, el aventurero Capitan Erik, el policíaco Rosco & Sonny, etc.
En los años ochenta comenzó a trabajar para la Editorial Bonelli, escribiendo algunas historias del cómic de aventuras Mister No. Posteriormente reemplazó a Gian Luigi Bonelli en el papel de principal guionista del western Tex. En 1988 creó la primera historieta policíaca de la Bonelli, Nick Raider y, en 2001, Leo Pulp, parodia del género hard boiled.
Desde 2005 redujo su trabajo para Tex, con el fin de volver a la actividad de novelista. En 2008 publicó L'epidemia (I peccatori di Borgo Torre), primera novela de una serie ambientada en un pueblo imaginario de los Apeninos tosco-emilianos, muy parecido a su Fiumalbo. En los años siguientes se publicaron Il federale di Borgo Torre (2009), Il pretino (2010) y L'Americano (2011).
En noviembre de 2012, la Editorial Allagalla publicó el libro-entrevista de Roberto Guarino Tex secondo Nizzi, donde el escritor recuerda sus 50 años de carrera en el mundo de la historieta.

## Obras

### Novelas
- L'epidemia (I peccatori di Borgo Torre). Faenza: Mobydick (septiembre de 2008). ISBN 978-88-8178-404-2.
- Il federale di Borgo Torre. Faenza: Mobydick (mayo de 2009). ISBN 978-88-8178-430-1.
- Il pretino. Faenza: Mobydick (abril de 2010). ISBN 978-88-8178-452-3.
- L'Americano. Faenza: Mobydick (mayo de 2011). ISBN 978-88-8178-476-9.

## Distinciones
- 1994:  Premio Yellow Kid[8]
- 2008:  Premio Micheluzzi a la mejor serie de historieta humorística por Leo Pulp (con Massimo Bonfatti)[9]
- 2013:  Premio Haxtur a la mejor historia larga por Tex: Sangre en Colorado (con Ivo Milazzo) y Tex: El gran robo (con José Ortiz)[10]